# Le Feu de Wotan
Le Feu de Wotan est la dix-neuvième histoire de la série Yoko Tsuno de Roger Leloup. Elle est publiée pour la première fois du no 2388 au no 2391 du journal Spirou, puis en album en 1984.

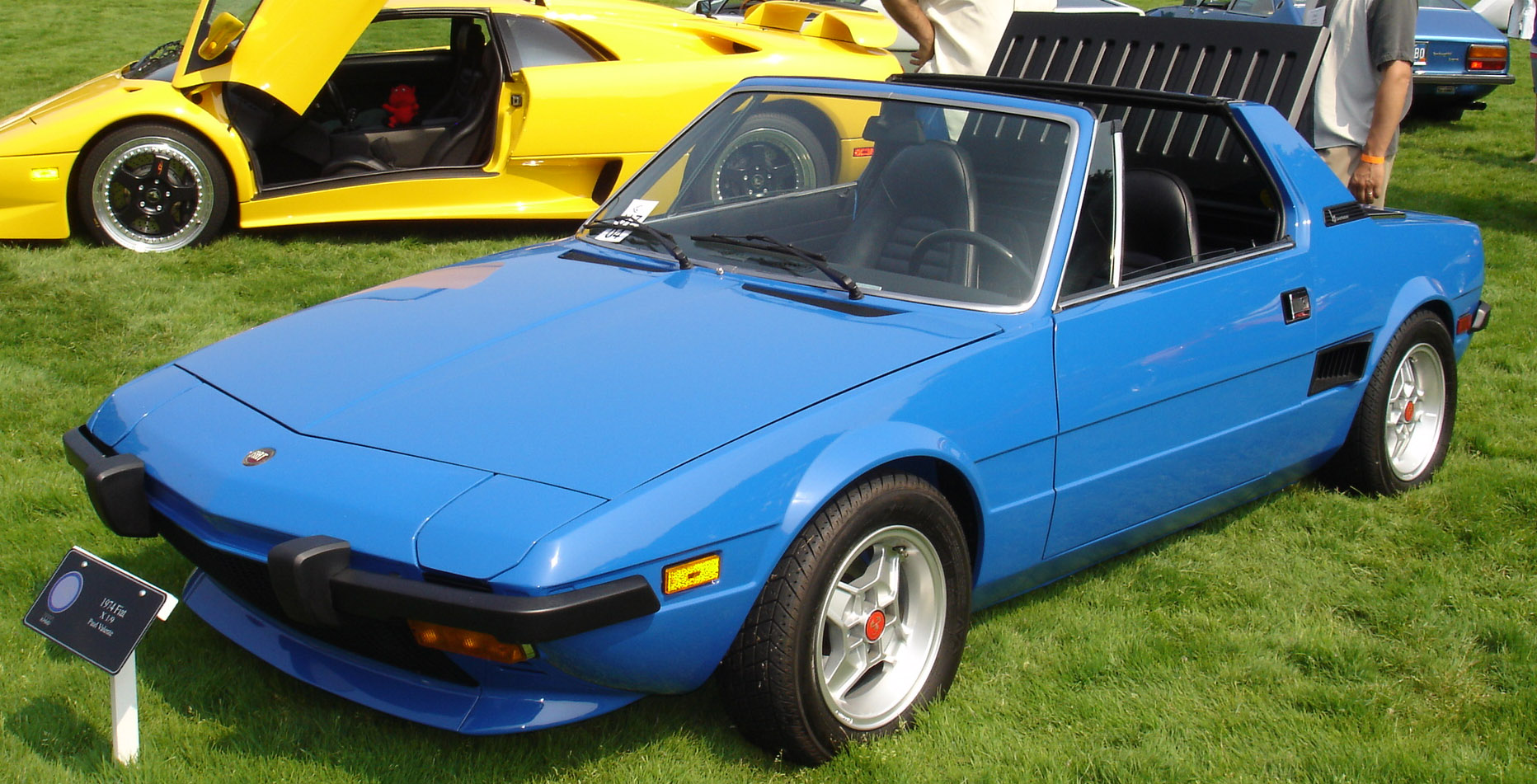
La Fiat X1/9 de Yoko.

## Univers

### Synopsis
Au château d'Eltz, Ingrid Hallberg découvre dans la collection Richter deux étranges appareils : le premier envoyant des rayons, le second, en forme de mitrailleuse servant apparemment de support.
Elle demande à Yoko Tsuno, électronicienne de venir examiner cet appareil. Celle-ci comprendra l'utilité et le fonctionnement de l'engin : il emmagasine et restitue l'électricité statique.
Mais Franz Thaler, étudiant en architecture séjournant lui aussi à Eltz, s'intéresse à ces objets : en essayant de les voler, il tente ensuite de fuir en auto en assommant un des gardes d'un coup de poing. Puis, il brise la porte d'entrée du château en fonçant droit vers la sortie. La foudre s'abat alors sur Franz et le tue lorsque l'émetteur qui était placé sur la banquette arrière de sa voiture glisse accidentellement et se referme sous l'effet du choc. L'existence du rayon restera inconnue des autorités.
À Wuppertal entre alors en scène le professeur Zimmer, physicien allemand dont on apprend que Franz était l'assistant et qu'il a connu Richter. Ce dernier travaillait sur un rayon de la mort et s'est fait tuer, et le « lanceur de rayons » découvert par Ingrid n'était que le point de départ de ses recherches.
Au moment où le savant explique cela à Yoko, ils se font attaquer par un homme surnommé « l’Américain » qui s'est glissé dans la rame du métro aérien depuis la station d'Ohligsmühle (de) quelques minutes avant. Yoko et le professeur Zimmer sont contraints de donner le lanceur de rayons à la bande dont faisait partie Franz en échange de la liberté d’Ingrid, détenue en otage. Avec l’aide du magnat de l’informatique Peter Hertzel, Yoko, Ingrid et Zimmer comprennent l’objectif de la bande. Il s'agit d'attaquer et faire échouer le superpétrolier britannique Mercurian sur les récifs au large des côtes bretonnes afin de montrer la puissance de leur arme et de la revendre au plus offrant.
Après l’arrivée de Pol Pitron et de Vic Vidéo, le Trio de l’étrange aidera le professeur Zimmer à restaurer la tour-laboratoire de Richter pour dompter la foudre et reconstruire une arme encore plus puissante. Puis, en Bretagne, ils convainquent le commandant du pétrolier de la menace pesant, avant de neutraliser les bandits en détruisant leur arme au moyen de l’émetteur de foudre.
Finalement le coup échoue et deux des gangsters parviennent à s’enfuir en canot à moteur alors que le troisième qui était aux commandes de l'émetteur décède. Yoko jette le « rayon de la mort » dans l’océan, le pétrolier repart, et tout rentre dans l’ordre.

### Personnages

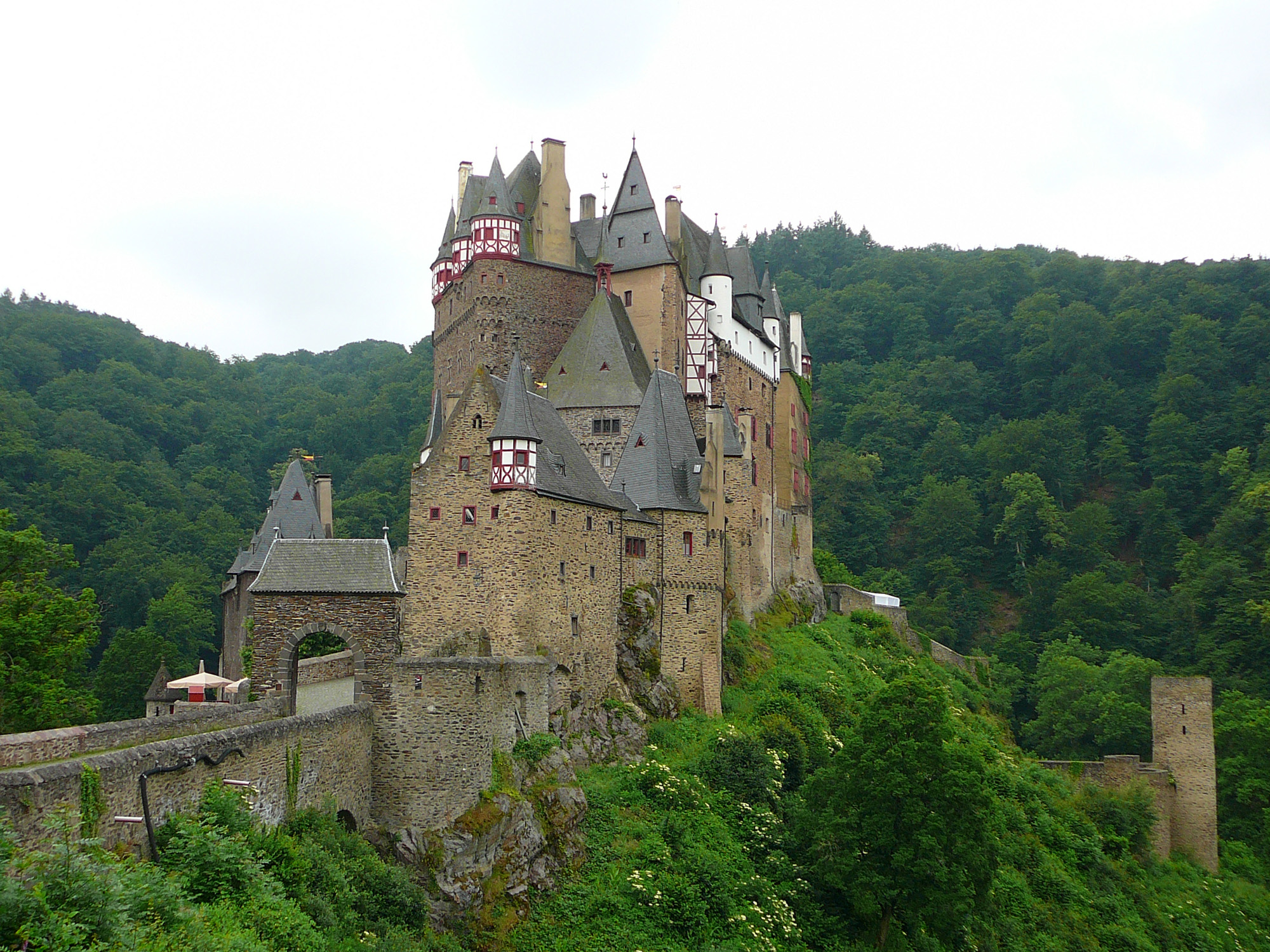
Le château d'Eltz.

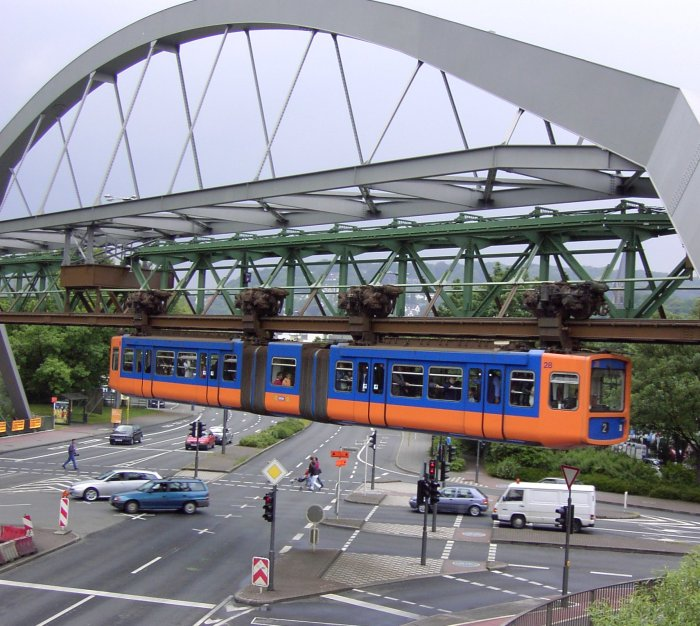
Le métro aérien de Wuppertal.

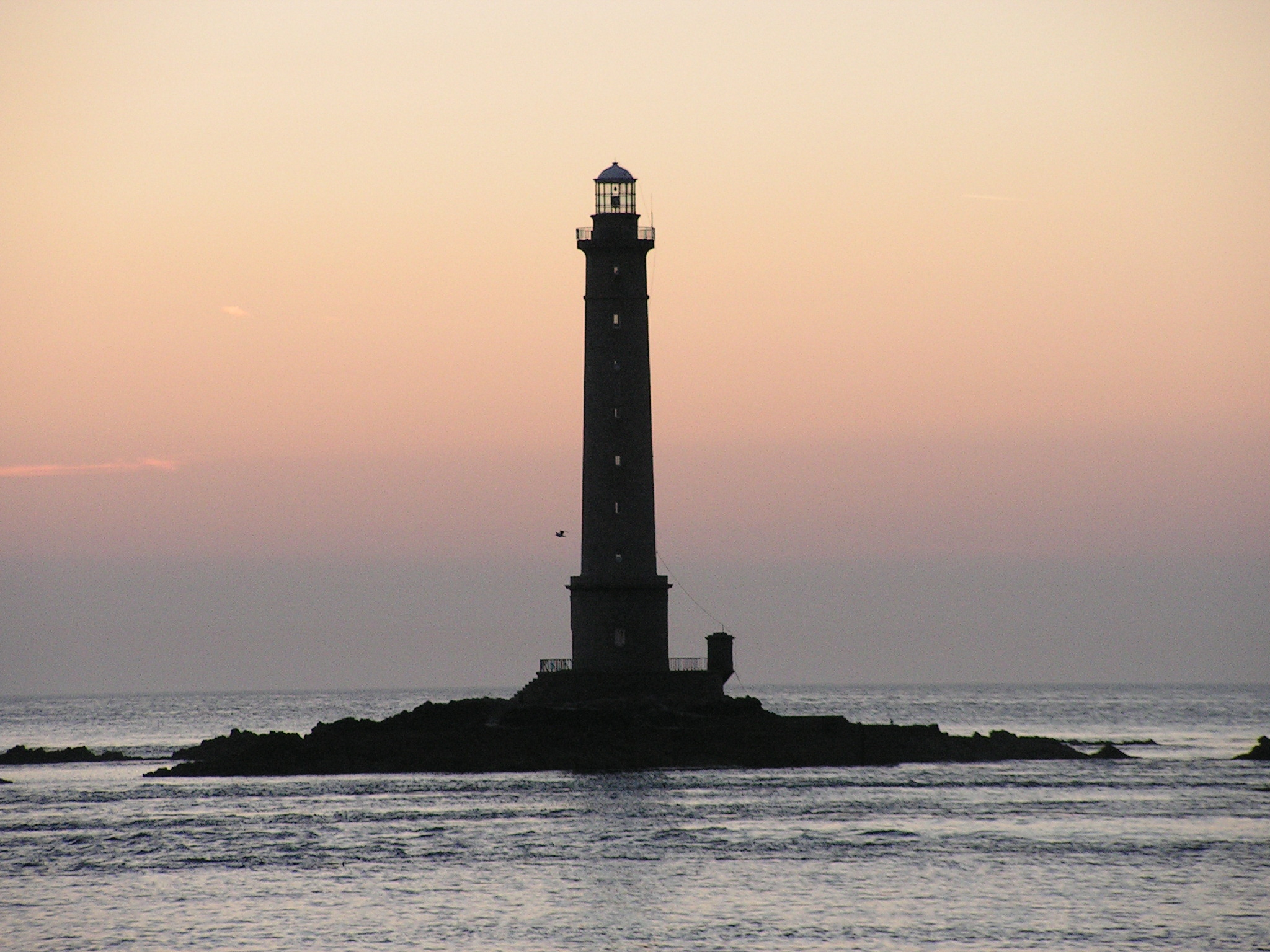
Le phare de la Hague près du port de Goury (Manche, Normandie) qui a servi de modèle au phare hébergeant le rayon de la mort.

| Trio                                  | Alliés                                                                | Adversaires                               |
| ------------------------------------- | --------------------------------------------------------------------- | ----------------------------------------- |
| - Yoko Tsuno - Vic Vidéo - Pol Pitron | - Ingrid Hallberg - Professeur Zimmer - Peter Hertzel - Hiromi Yasuda | - Franz - Kurt - « L'Américain » - Helmut |

### Lieux
- Allemagne :
  - Château d'Eltz
  - Wuppertal et son métro aérien
  - Les bureaux d'Hertzel à Francfort-sur-le-Main
  - L'aéroport de Francfort
  - Une installation d'expériences sur la foudre
- France, Bretagne :
  - Le Finistère, sur les côtes de la Manche

## Publication

### Revues
Il a été prépublié dans le Journal Spirou numéros 2388 à 2391 du 19 janvier au 9 février 1984.

### Album
Cet album est réédité en 2006 dans le deuxième volume de l'Intégrale Yoko Tsuno : Aventures allemandes.
La version originale francophone était accompagnée d'un autocollant.

## Analyse

### Inspirations scientifiques
Roger Leloup avait lu un article concernant des savants qui expédiaient dans les nuages des fusées dotées d'un câble, afin de capter la foudre et la rediriger, via une colonne d'air ionisée, vers des appareils de mesure. Il imagina alors les remplacer par une sorte de batterie puissante portable en forme de gaufrier, permettant de stocker cette énergie. La refermer mettait alors en contact les deux éléments, créant un énorme court-circuit. En y ajoutant un autre appareil, on obtenait un fusil capable d'expédier un rayon mortel capable de détruire toute l'installation électronique de sa cible. Pour un romancier, le fait que des personnes veuillent s'en servir à des fins criminelles coulait de source. Et il était logique pour Leloup de nommer sa menace en référence à Wotan (Odin), dieu germanique du tonnerre
Le bédéiste a déjà été confronté au cas très désagréable de la foudre tombée sur la maison. Ce haut voltage à faible intensité est si violent qu'il grille en une fraction de seconde toutes les machines branchées. En effet, les fusibles ne parviennent pas à le contrôler et il en résulte un effet de retour à travers les circuits. Cette expérience lui fut sans doute utile dans la réalisation de cet épisode.
La tour-laboratoire isolée dans la campagne allemande, évoquant un château d'eau, est totalement fictive. Il s'agit d'un puits surmonté d'un entonnoir. Dedans, les isolateurs sont inspirés de condensateurs de centrales électriques.
Le Mercurian n'est pas sans évoquer la catastrophe de l'Amoco Cadiz survenue en 1978, sur les côtes bretonnes. Celles-ci donna au bédéiste l'idée d'un chantage terroriste à la marée noire,.

### Choix des modèles
Le choix du Château d'Eltz s'explique parce que l'auteur apprécie cet édifice vraiment impressionnant, visible dans un vallon. Quand on arrive par la route qui le surplombe, la vue de ce splendide monument est inoubliable. De plus, il se situe non loin du domicile d'Ingrid Hallberg, en Rhénanie-Palatinat.
Pour les besoins de l'intrigue, Leloup avait besoin d'une poubelle allemande pour modèle. En apercevant une sur l'autoroute, il décide de s'arrêter pour la photographier sous tous les angles. Tout à coup, il remarque qu'un Allemand est en train de l'observer, étonné, le prenant sans doute pour un fou.
Le bédéiste fut frappé par la vue du métro aérien de Wuppertal, totalement différent de tous ceux qu'il avait déjà représenté. Le fait qu'il soit suspendu lui permettait de montrer des plans vraiment variés. Il constituait donc pour lui un décor vraiment intéressant pour situer une des séquences de son histoire.

### Sur les personnages
Dans cette histoire, Yoko se met pour la première fois au service de quelqu'un : Peter Hertzel. Cet homme d'affaires allemand milliardaire est philanthrope, puisqu'il met sa fortune et son réseau au service de la paix mondiale. C'est grâce à cet homme, qui offre une noble cause à notre héroïne, qu'elle peut avoir accès à toutes les bases de données mondiales et disposer des dernières innovations technologiques. C'est dans un rôle similaire qu'on retrouve cet homme d'affaires dans un épisode ultérieur, Le Canon de Kra.